# Sara Teasdale
Sara Teasdale (ur. 1884, zm. 1933) – poetka amerykańska.

## Życiorys
Sara Teasdale urodziła się 8 sierpnia 1884 w St. Louis w stanie Missouri. Otrzymała edukację prywatną. Podróżowała do Chicago, gdzie zbliżyła się do środowiska prowadzonego przez Harriet Monroe czasopisma Poetry. W 1914 wyszła za mąż za Ernsta Filsingera. Wcześniej odrzuciła zaloty wybitnego poety Vachela Lindsaya. W 1916 razem z mężem przeprowadziła się do Nowego Jorku. W 1929 rozwiodła się. Zmarła na skutek przedawkowania tabletek nasennych.

## Twórczość
Poetka zadebiutowała tomikiem Sonnets to Duse and Other Poems (1907). Później wydała Helen of Troy and Other Poems (1911), Rivers to the Sea (1915), Love Songs (1917), Flame and Shadow (1920), Dark of the Moon (1926) i Stars To-Night: Verses New and Old for Boys and Girls (1930). Pośmiertnie ukazał się zbiorek Strange Victory (1933). W 1937 wydano The Collected Poems of Sara Teasdale. Poezja Sary Teasdale charakteryzuje się doskonałością formalną i zwięzłością. Autorka eksperymentowała między innymi z formą monologu dramatycznego. Za swoje utwory Sara Teasdale otrzymała nagrody Columbia University Poetry Society Prize i Poetry Society of America Prize.

## Przekłady
W Polsce wydano dwujęzyczne (polsko-angielskie) zbiory wierszy:
- Sara Teasdale: Liryki miłosne i inne wiersze/Love Lyrics and other Poems. Wybrał z angielskiego, przełożył i opracował Ryszard Mierzejewski. Wyd. Ryszard Mierzejewski, Pieszyce 2017[6]
- Sara Teasdale: Wiersze wybrane/Selected Poems. Wybrała, przełożyła z angielskiego i opracowała Anna Ciciszwili. Wydawnictwo Austeria, Kraków-Budapeszt-Syrakuzy 2022